# プリンキピア・マテマティカ

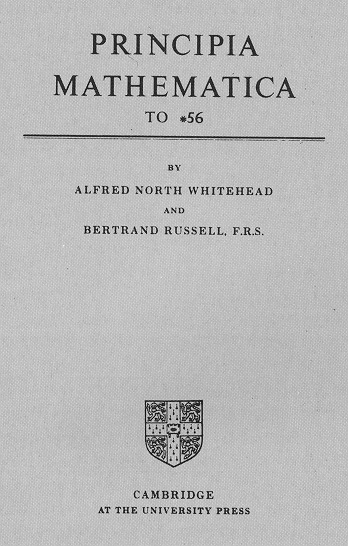
短縮版『プリンキピア・マテマティカ 56節まで』の表紙

『プリンキピア・マテマティカ』(Principia Mathematica: 数学原理)は、数学の基礎に関する著作である。
アルフレッド・ノース・ホワイトヘッドとバートランド・ラッセルによって書かれ、1910年から1913年に出版された、全3巻からなるそれは、記号論理学において、明示された公理の一組と推論規則から、数学的真理すべてを得る試みである。
『数学原理』のための主要な霊感と動機の1つは論理学に関するフレーゲの初期の仕事である。それがラッセルのパラドックスをもたらすことをラッセルが発見したのは本書が成立する以前のことである。プリンキピアは、哲学と数学と論理学において、アリストテレスの『オルガノン』以来もっとも重要で独創的な仕事の一つと、著者の一人であるホワイトヘッドを含めた多くの専門家に考えられている。
モダン・ライブラリーは、この本を20世紀のノンフィクション書籍上位100のリスト(Modern Library 100 Best Nonfiction)の23位に位置づけた。

## 築かれた基礎の範囲
プリンキピアは、集合論、基数、序数および実数だけをカバーした。実数解析からのより深い定理は含まれていなかったが、知られていた数学の多数が、適用された形式主義で原理的には展開できることが、第3巻の終りまでに明確になった。そのような展開がどんなに長くなるかも同様に明確になった。幾何学についての第4巻が計画されていたが、第3巻が完成した後で、著者たちは知的に枯渇したことを認めた。 

## 無矛盾性と完全性
残された当時の関心は以下の2件であった。
1. プリンキピアの公理から矛盾が導かれるかどうか(無矛盾性の問題)
2. 証明も反証もされない数学の言明が体系内に存在するかどうか(完全性の問題)

命題論理自体は無矛盾で完全であると知られていたが、同じことはプリンキピアの集合論の公理に関しては確立されていなかった。(ヒルベルトの第2問題を参照)
ゲーデルの不完全性定理は、これら2つの関連する問題に予期せぬ光を投げかけた。
ゲーデルの第1不完全性定理は、プリンキピアが無矛盾かつ完全であることはできないことを示した。定理によれば、プリンキピアのような、十分に強力な論理体系には、それぞれ本質的に「言明Gは証明不可能である」と読める言明Gが存在する。このような言明は、キャッチ22とよばれる種類であり、Gが証明可能であればそれは偽で、したがって体系は矛盾しており、Gが証明不可能であればそれは真で、したがって体系は不完全である。
ゲーデルの第2不完全性定理は、基本算術を展開するどんな無矛盾な形式体系も、その内部で展開できる方法で自己の無矛盾性を証明することはできない、と言う。
したがって、「プリンキピアの体系は無矛盾である」という言明が証明されるのは、体系内に矛盾がある場合のみで、プリンキピアの体系内で証明することはできない。

## 批判
ウィトゲンシュタインは、(たとえば、数学の基礎に関する1939年ケンブリッジでの講義で)さまざまな論拠でプリンキピアを批判した。たとえば、
- それは算術のための基本的な基礎を明らかにすることを意味する。しかし、それは基本的な数えることのような、我々の日々の算術練習である。数えることとプリンキピアの間に不一致が繰り返し起これば、それは日々の数えることの誤りの証拠としてではなく、プリンキピアにおける誤りの証拠として扱われるだろう(たとえば、プリンキピアは数や足し算を正しく特徴づけなかったと)。
- プリンキピアの計算方法は、実際には非常に小さい数について使えるだけである。大きい数(たとえば10億)を用いて計算するには、この公式はあまりに長くなり、いくつかの近道の方法を使わねばならないだろうが、その方法は疑いなく、数えることのような日々の技術に(または帰納法のような基本的でない―したがって疑わしい―方法に)依るだろう。したがって再び、プリンキピアは日々の技術に依っているのであり、逆ではない。

ただし、ウィトゲンシュタインはプリンキピアがそれにもかかわらず、日々の算術のある面をより明確にするかもしれないと認めた。

## 記号
プリンキピアで使用される主な記号
| 記号                         | 意味                                                                                          |
| ---------------------------- | --------------------------------------------------------------------------------------------- |
| ⊢                            | 公理や定理の肯定。                                                                            |
| Df                           | 定義の印。定義の前に書く。                                                                    |
| . : :. :: など               | 記号の有効範囲を定めるための点。現代の論理学ではかっこ。                                      |
| {\displaystyle \smallsmile } | または                                                                                        |
| ⊃                            | もし…ならば                                                                                   |
| ~                            | …でない                                                                                       |
| ≡                            | …である時、その時に限り                                                                       |
| .                            | かつ                                                                                          |
| ∃                            | 存在する 例.(∃x)φx φxであるようなxが存在する。                                                |
| ( )                          | すべての…について 例.「(x)φx」 は「あらゆるxについてφxである」を意味する。現代記法では「∀」。 |
| =                            | 同一性                                                                                        |
| xRy                          | xはyに対して関係Rにある。                                                                     |
| R'y                          | xRyであるようなx。                                                                            |

## 引用
{\displaystyle *54\cdot 43.\ \vdash :.\ \alpha ,\beta \in 1.\supset :\alpha \smallfrown \beta =\Lambda .\equiv .\alpha \smallsmile \beta \in 2}
{\displaystyle Dem.}
{\displaystyle \vdash .*54\cdot 26.\supset \ \vdash :.\alpha =\iota 'x.\beta =\iota 'y.\supset :\alpha \smallsmile \beta \in 2.\equiv .x\neq y.}
{\displaystyle [*51.231]\ \ \ \ \ \ \ \ \ \ \ \ \ \ \ \ \ \ \ \ \ \ \ \ \ \ \ \ \ \ \ \ \ \ \ \ \ \ \ \ \ \ \ \ \ \ \ \ \ \ \equiv .\iota 'x.\smallfrown \iota 'y=\Lambda .}
{\displaystyle [*13.12]\ \ \ \ \ \ \ \ \ \ \ \ \ \ \ \ \ \ \ \ \ \ \ \ \ \ \ \ \ \ \ \ \ \ \ \ \ \ \ \ \ \ \ \ \ \ \ \ \ \ \ \equiv .\alpha \smallfrown \beta =\Lambda \ \ \ \ \ \ (1)}
{\displaystyle \vdash .(1).*11\cdot 11\cdot 35.\supset }
{\displaystyle \vdash :.(\exists x,y).\alpha =\iota 'x.\beta =\iota 'y.\supset :\alpha \smallsmile \beta \in 2.\equiv .\alpha \smallfrown \beta =\Lambda \ \ \ \ \ (2)}
{\displaystyle \vdash .(2).*11\cdot 54.*52\cdot 1.\supset \ \vdash .\ }Prop
From this proposition it will follow,when arithmetical addition has been defined,that 1+1=2.
- 算術的足し算が定義されていれば、この命題から1+1=2が従う。1巻,第1版のp.379(第2版のp.362;要約版のp.360)
- この証明は、*110.643 で「上の命題は時折り有用である」というコメント付きで実際に完了する(2巻、第1版のp.86、1巻から通算して752ページめ)。